# Fenella Ann Wrigley
Fenella Ann Melville de Wrigley ( 1936 ) es una botánica inglesa, habiendo desarrollado expediciones botánicas a Liberia, Guinea Ecuatorial, Sierra Leona, con su esposo y botánico Thomas C. Wrigley (1935). Desarrolló actividades académicas en la Universidad de Cambridge.
- La abreviatura «Wrigley» se emplea para indicar a Fenella Ann Wrigley como autoridad en la descripción y clasificación científica de los vegetales.[3]